# L'Occident (film, 1938)
Pour les articles homonymes, voir Occident (homonymie).
Pour plus de détails, voir Fiche technique et Distribution.
L'Occident est un film français réalisé par Henri Fescourt, sorti en 1938.

## Synopsis
Une jeune fille marocaine étudiante à Paris, Hassina, dont les parents ont été assassinés, retourne dans son pays avec l'aide de Jean. Elle parvient à découvrir le meurtrier, Taïeb, un chef de bande qui l'a orientée vers une fausse piste.

## Fiche technique
- Titre : L'Occident
- Réalisation : Henri Fescourt
- Assistant réalisateur : Joë Hamman
- Scénario et dialogues : Jacques Chabannes, d'après la pièce éponyme d'Henry Kistemaeckers, créée en 1913.
- Décors : Jean Douarinou, Jacques Gut
- Photographie : Raymond Agnel, Alain Douarinou
- Musique : Jane Bos
- Son : Roger Rampillon, Jean Philippe
- Montage : André Gug, Jean Bert
- Société de production : Les Productions Claude Dolbert
- Format :  Son mono - Noir et blanc - 35 mm  - 1,37:1
- Pays d'origine :  France
- Genre : Film dramatique
- Durée : 100 minutes
- Date de sortie : 
  - France : 16 février 1938

## Distribution
- Rama-Tahé : Hassina
- Charles Vanel : Jean Cadière
- José Noguero : Armand
- Hélène Robert : Jacqueline
- André Bacqué : Linières
- Robert Le Vigan : Taïeb el Haïn
- Jules Berry : Max, le portier
- Raymond Cordy : Carbonniès
- Roger Legris : Le Goff
- Gilbert Périgneaux
- Georges Bever
- Henri Echourin
- Philippe Richard
- Marthe Mussine
- Monique Rolland
- Joë Hamman
- Suzy Pierson
- Rosita Montenegro
- Serjius
- Carmen Romero